# Bob Siebert
Bob Siebert (* 28. April 1943) ist ein US-amerikanischer Komponist und Jazzmusiker.
Siebert studierte an der Manhattan School of Music und nahm privaten Unterricht bei dem Pianisten Armen Boyajian. Er lebt als Lehrer, Musiker und Komponist in New York. Als Musiker spielt er u. a. Klavier, Keyboard und Lamellophon. Seine Komposition Rrrring tones! wurde beim Spark Festival of Music der University of Minnesota aufgeführt. Mit dem Perkussionisten Bob Lepre nahm er eine Sammlung von eigenen Kompositionen und Jazzstandards unter dem Titel Tunes for Tomorrow, Noise for today  auf.

## Diskographie
- New Day, 1991
- Urban Harmony, 1992
- Pictures, 1993
- My Bohemain Legacy, 1995
- Plejaden Meditation, 1997
- Live & Steinway Gallery, 2002
- Peaces of the Trans-World Suite, 2002
- Rrrring Tones, 2008
- Tunes for Tomorrow, Noise for today